# Národní muzeum Kjóto
Národní muzeum Kjóto (japonsky 京都国立博物館, Kjóto Kokuricu Hakubucukan) je umělecká galerie v Kjótu, která je jedním z nejstarších a nejdůležitějších uměleckých muzeí v Japonsku, založené v roce 1897 jako Císařské muzeum v Kjótu. Jeho sbírka se zaměřuje na předmoderní japonské a asijské umění. 
Muzeum má více než 12 000 exponátů, z nichž 27 je zapsáno jako japonské národní poklady a 181 dalších jako významné národní kulturní památky (stav k roku 2006). Mnoho exponátů pochází z císařských paláců nebo z různých chrámů. Dále je zde také velká sbírka fotografií uměleckých předmětů. 
Stavba budovy muzea začala v roce 1889 současně s budovami Tokijského císařského muzea (dnes tokijské Národní muzeum) a Císařského muzea Nara (dnes Narské národní muzeum). Byla dokončena v říjnu 1895. Hlavní výstavní sál navrhl Tókuma Katajama. Sál byl v roce 1969 spolu s hlavní bránou, původní prodejnou vstupenek a ploty prohlášen za významnou kulturní památku.